# Goochland
Goochland település az Amerikai Egyesült Államok Virginia államában, Goochland megyében, melynek megyeszékhelye is. Lakosainak száma 899 fő (2020. április 1.).

## Népesség
A település népességének változása:

| 2010 | 861 |
| 2020 | 899 |